# Ivisaruk River
Der Ivisaruk River ist ein etwa 132 km langer linker Nebenfluss des Kuk River im Bereich der North Slope im Nordwesten des US-Bundesstaats Alaska.

## Flusslauf
Der Ivisaruk River hat seinen Ursprung 85 km östlich von Point Lay in einem etwa 80 m hoch gelegenen größtenteils verlandeten See unweit des Unterlaufs des Utukok River. Der Ivisaruk River fließt in überwiegend nordnordöstlicher Richtung durch die Tundralandschaft der arktischen Küstenebene und mündet schließlich in das Ästuar des Kuk River.

## Einzugsgebiet
Der Ivisaruk River entwässert ein Areal von etwa 1535 km². Das Einzugsgebiet reicht im Süden bis wenige Meter an den Unterlauf des Utukok River heran. Ein niedriger Höhenrücken bildet entlang des rechten Flussufers des Utukok River die Wasserscheide. Das Einzugsgebiet des Ivisaruk River grenzt im Osten an das des oberstrom gelegenen Kuk River sowie an das des Kaolak River, im Süden und im Südwesten an das des Utukok River. Das Einzugsgebiet des Ivisaruk River liegt vollständig innerhalb der National Petroleum Reserve in Alaska.

## Namensgebung
Der aus der Eskimo-Sprache stammende Flussname, möglicherweise mit der Bedeutung „rote Farbe“ oder „Eisenoxid“, wurde 1923 vom U.S. Geological Survey (USGS) gemeldet.